# 布里澤邁斯特峰
布里澤邁斯特峰（英語：Briesemeister Peak），是南極洲的山峰，位於帕爾默地東岸，處於里米爾角西北面13公里，海拔高度690米，在1928年12月20日由澳大利亞探險家拍攝空中照片，現時由南極條約體系管理。